# Championnat de Tanzanie de football 2014-2015
Navigation
Saison précédente Saison suivante
La saison 2014-2015 du Championnat de Tanzanie de football est la cinquante-et-unième édition de la Ligi Kuu Bara, le championnat de première division en Tanzanie. Les quatorze meilleures équipes du pays sont regroupées au sein d’une poule unique où ils s’affrontent deux fois au cours de la saison, à domicile et à l’extérieur. En fin de saison, pour permettre le passage du championnat à seize équipes, les deux derniers du classement sont relégués et remplacés par les quatre meilleurs clubs de deuxième division.
C'est le club de Young Africans FC qui est sacré cette saison après avoir terminé en tête du classement final, avec six points d’avance sur le tenant du titre, Azam FC et huit sur Simba SC. Il s’agit du vingtième titre de champion de Tanzanie de l’histoire du club.

## Qualifications continentales
Le champion de Tanzanie se qualifie pour la Ligue des champions de la CAF 2016 tandis que son dauphin obtient son billet pour la Coupe de la confédération 2016.

## Les clubs participants
| - Azam FC - Young Africans FC - Mbeya City FC - Simba SC - Kagera Sugar FC - Ruvu Shooting FC - Mtibwa Sugar | - JKT Ruvu Stars - Coastal Union - Prisons SC - Mgambo JKT FC - Ndanda FC - Promu de D2 - Polisi Morogoro FC - Promu de D2 - Stand United - Promu de D2 |

## Compétition
Le barème utilisé pour établir le classement est le suivant :
- Victoire : 3 points
- Match nul : 1 point
- Défaite : 0 point

### Classement
| Rang | Équipe              | Pts | J  | G  | N  | P  | Bp | Bc | Diff |
| ---- | ------------------- | --- | -- | -- | -- | -- | -- | -- | ---- |
| 1    | Young Africans FC   | 55  | 26 | 17 | 4  | 5  | 52 | 18 | +34  |
| 2    | Azam FCT            | 49  | 26 | 13 | 10 | 3  | 36 | 18 | +18  |
| 3    | Simba SC            | 47  | 26 | 13 | 8  | 5  | 38 | 19 | +19  |
| 4    | Mbeya City FC       | 34  | 26 | 8  | 10 | 8  | 22 | 22 | 0    |
| 5    | Coastal Union       | 34  | 26 | 8  | 10 | 8  | 21 | 25 | -4   |
| 6    | Kagera Sugar FC     | 32  | 26 | 8  | 8  | 10 | 22 | 26 | -4   |
| 7    | Mtibwa Sugar        | 31  | 26 | 7  | 10 | 9  | 25 | 26 | -1   |
| 8    | JKT Ruvu Stars      | 31  | 26 | 8  | 7  | 11 | 20 | 25 | -5   |
| 9    | Ndanda FCP          | 31  | 26 | 8  | 7  | 11 | 21 | 29 | -8   |
| 10   | Stand UnitedP       | 31  | 26 | 8  | 7  | 11 | 23 | 34 | -11  |
| 11   | Prisons SC          | 29  | 26 | 5  | 14 | 7  | 18 | 22 | -4   |
| 12   | Mgambo JKT FC       | 29  | 26 | 8  | 5  | 13 | 18 | 28 | -10  |
| 13   | Ruvu Shooting FC    | 29  | 26 | 7  | 8  | 11 | 16 | 29 | -13  |
| 14   | Polisi Morogoro FCP | 25  | 26 | 5  | 10 | 11 | 16 | 27 | -11  |

|  | Qualification pour la Ligue des champions de la CAF 2016 |
|  | Qualification pour la Coupe de la confédération 2016     |
|  | Relégation en deuxième division                          |
|  | T : Tenant du titre P : Promu de D2                      |

## Bilan de la saison
| Championnat de Tanzanie de football 2014-2015 |                               |
| Champion                                      | Young Africans FC (20e titre) |
| Qualifications continentales                  |                               |
| Ligue des champions de la CAF 2016            | Young Africans FC             |
| Coupe de la confédération 2016                | Azam FC                       |
| Promotions et relégations                     |                               |
| Promus en Première division                   | African Sports FC             |
| Promus en Première division                   | Maji Maji FC                  |
| Promus en Première division                   | Mwadui FC                     |
| Promus en Première division                   | Toto African                  |
| Relégués en Deuxième division                 | Ruvu Shooting FC              |
| Relégués en Deuxième division                 | Polisi Morogoro FC            |